# Carex idahoa
Carex idahoa är en halvgräsart som beskrevs av Liberty Hyde Bailey. Carex idahoa ingår i släktet starrar, och familjen halvgräs. Inga underarter finns listade i Catalogue of Life.